# Stanko Barać
Stanko Barać (ur. 8 sierpnia 1986 w Mostarze w Bośni i Hercegowinie) – chorwacki koszykarz, zawodnik klubu Saski Baskonia.

## Europa
Karierę profesjonalną rozpoczął w 2005 w chorwackim klubie Široki Prima pivo. Stanko podpisał 5-letni kontrakt z klubem ACB Tau Cerámica Vitoria, lecz do końca obecnego sezonu będzie reprezentował barwy Pamesy Walencja.

## NBA
Stanko został wybrany z 39 numerem draftu w 2007 przez drużynę Miami Heat, po czym został wymieniony do Indiana Pacers z którymi nie podpisał kontraktu i wrócił do Europy.

## Reprezentacja
Stanko reprezentował Chorwację w Mistrzostwach Europy w Koszykówce Mężczyzn do lat 20 w 2006 i notował średnio 11,2 punktu oraz 5,4 zbiórki na mecz. Stanko reprezentował także drużynę seniorską na Mistrzostwach Europy w 2007 roku, notował średnio 5,4 punktu oraz 4,1 zbiórki w 7 meczach.

## Kluby
- 2005-2007 Široki Prima pivo
- 2007-2008 Pamesa Walencja
- 2008- Saski Baskonia